# Ptychotricos
Ptychotricos is een geslacht van vlinders van de familie spinneruilen (Erebidae), uit de onderfamilie Arctiinae.

## Soorten
- P. elongata Schaus, 1905
- P. episcepsidis Draudt, 1931
- P. fenestrifer Zerny, 1931
- P. zeus Schaus, 1894